# 蔣詔
蔣詔（1486年—？），字伯宣，直隸蘇州府吳縣人，民籍，明朝政治人物。

## 生平
正德八年（1513年）癸酉科應天府鄉試第一百三十三名舉人。正德十六年（1521年）中式辛巳科會試第三百二十七名，登第三甲第一百二十九名進士。授行人，嘉靖四年（1525年）擢南京江西道監察御史。

## 家族
曾祖蔣銓；祖父蔣沉；父蔣曄，母徐氏。慈侍下。